# Zminjak
Zminjak (em cirílico: Змињак) é uma vila da Sérvia localizada no município de Šabac, pertencente ao distrito de Mačva, na região de Mačva. A sua população era de 1258 habitantes segundo o censo de 2011.

## Demografia
| 1948  | 1953  | 1961  | 1971  | 1981  | 1991  | 2002  | 2011  |
| ----- | ----- | ----- | ----- | ----- | ----- | ----- | ----- |
| 1 310 | 1 426 | 1 596 | 1 597 | 1 536 | 1 521 | 1 467 | 1 258 |